# Convention nationale des patriotes progressistes – Parti social-démocrate
La Convention nationale des patriotes progressistes – Parti social-démocrate (CNPP/PSD) était un parti politique burkinabé dirigé par Pierre Tapsoba.

## Histoire
Le parti est expulsé du Front populaire en mars 1991, pour avoir critiqué la politique de l'Organisation pour la démocratie populaire – Mouvement ouvrier (ODP-MT) au pouvoir. Il termine deuxième aux élections législatives de l'année suivante, recueillant 12 % des voix et remportant 12 des 107 sièges de l'Assemblée nationale.
En mai 1993, le parti se divise lorsque six de ses députés rejoignent le Parti pour la démocratie et le progrès.
En 1996, le CNPP/PSD fusionne avec l'ODP-MT pour former le nouveau Congrès pour la démocratie et le progrès.